# Taison Barcellos Freda
Taison Barcellos Freda (Pelotas, 17 de gener de 1988) és un futbolista brasiler.

## Selecció del Brasil
Va formar part de l'equip brasiler a la Copa del Món de 2018.